# José Martín Garro
José Martín de Garro fue un abogado, matemático y catedrático peruano en la primera mitad del siglo XIX. Rector de la Universidad de San Marcos.

## Biografía
Cursaba estudios en el Convictorio de San Carlos (1816) cuando se efectuó la visita que el virrey Abascal realizó para sofocar las tendencias liberales de maestros y alumnos. Graduado de Bachiller en Artes, asumió la cátedra de Vísperas de Matemáticas (1821) en la universidad limeña. Se desempeñó en la secretaría del Convictorio (1823), y a causa de la propuesta educativa de José Gregorio Paredes, pasó a ocupar la cátedra de Prima de Matemáticas (1825), y a continuación, nombrado juez en las causas sobre libertad de imprenta. Luego de optar los grados de Licenciado y Doctor en Leyes, se recibió de Abogado.
Incorporado al servicio público, se desempeñó como oficial mayor del Congreso Constituyente del Perú (1827). Posteriormente se desempeñó como asesor del Tribunal del Protomedicato (1837), secretario (1837-1840) y luego miembro de la Sociedad de Beneficencia Pública de Lima, asumiendo la oficialía mayor de la Cámara de Diputados (1845 y 1849). Siguiendo su carrera académica universitaria, asumió la cátedra de Decreto, fue elegido vicerrector en la gestión de José Manuel Pasquel (1846-1848) y finalmente electo rector para el periodo 1849-1852. Nombrado vocal del Tribunal de Siete Jueces (1850).
| Predecesor: José Manuel Pasquel | Rector de la Universidad de San Marcos 1848 - 1852 | Sucesor: Pedro Pablo Rodríguez |